# Renaissance in Extremis
Renaissance in Extremis šesti je studijski album britanskog blackened death metal-sastava Akercocke. Album je 25. kolovoza 2017. godine objavila diskografska kuća Peaceville Records.

## Popis pjesama
| 1.    | »Disappear«                                | 7:02 |
| 2.    | »Unbound by Sin«                           | 4:25 |
| 3.    | »Insentience«                              | 4:57 |
| 4.    | »First to Leave the Funeral«               | 6:24 |
| 5.    | »Familiar Ghosts«                          | 7:17 |
| 6.    | »A Final Glance Back Before Departing«     | 6:23 |
| 7.    | »One Chapter Closing for Another to Begin« | 4:10 |
| 8.    | »Inner Sanctum«                            | 4:13 |
| 9.    | »A Particularly Cold September«            | 9:25 |
| 54:16 |                                            |      |

## Zasluge
Akercocke
- Sam Loynes – klavijature, glazbeni uzorci
- David Gray – bubnjevi
- Paul Scanlan – gitara
- Jason Mendonça – vokali, gitara
- Nathanael Underwood – bas-gitara

Ostalo osoblje
- Steve Long – inženjer zvuka
- Neil Kernon – miksanje
- Alan Douches – mastering